# Ecología de sistemas

La ecología de sistemas es un campo interdisciplinario de ecología, un subconjunto de las ciencias del sistema terrestre, que adopta un enfoque holístico para el estudio de los sistemas ecológicos, especialmente los ecosistemas. La ecología de sistemas puede verse como una aplicación de la teoría general de sistemas a la ecología. Central para el enfoque de ecología de sistemas es la idea de que un ecosistema es un sistema complejo que exhibe propiedades emergentes. La ecología de sistemas se centra en las interacciones y transacciones dentro y entre los sistemas biológicos y ecológicos, y está especialmente preocupado por la forma en que el funcionamiento de los ecosistemas puede verse influenciado por las intervenciones humanas. Utiliza y amplía conceptos de la termodinámica y desarrolla otras descripciones macroscópicas de sistemas complejos. 

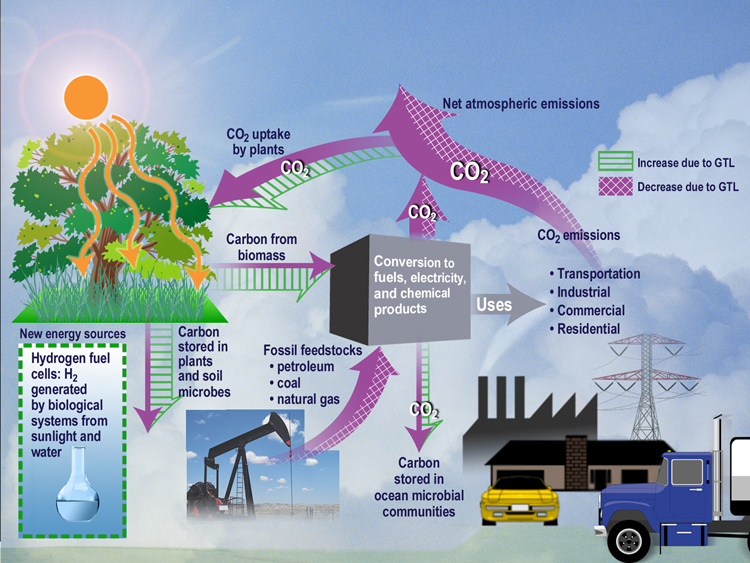
Análisis ecológico de CO_{2} en un ecosistema.

## Generalidades
La ecología de sistemas busca una visión holística de las interacciones y transacciones dentro y entre los sistemas biológicos y ecológicos. Los ecologistas de sistemas se dan cuenta de que la función de cualquier ecosistema puede verse influenciada por la economía humana de maneras fundamentales. Por lo tanto, han dado un paso transdisciplinario adicional al incluir la economía en la consideración de los sistemas ecológico-económicos. En palabras de RL Kitching:
- La ecología de sistemas se puede definir como el enfoque para el estudio de la ecología de los organismos utilizando las técnicas y la filosofía del análisis de sistemas: es decir, los métodos y herramientas desarrollados, en gran medida en ingeniería, para estudiar, caracterizar y hacer predicciones sobre entidades complejas, es decir, sistemas.
- En cualquier estudio de un sistema ecológico, un procedimiento inicial esencial es dibujar un diagrama del sistema de interés ... los diagramas indican los límites del sistema mediante una línea continua. Dentro de estos límites, se aíslan series de componentes que han sido elegidos para representar la parte del mundo en la que está interesado el analista de sistemas... Si no hay conexiones a través de los límites de los sistemas con los entornos de sistemas circundantes, los sistemas se describen como cerrados. Sin embargo, el trabajo ecológico se ocupa casi exclusivamente de sistemas abiertos.[5]

Como modo de investigación científica, una característica central de la Ecología de Sistemas es la aplicación general de los principios energéticos a todos los sistemas a cualquier escala. Quizás el defensor más notable de este punto de vista fue Howard T. Odum, a veces considerado el padre de la ecología de los ecosistemas. En este enfoque, los principios de la energía constituyen los principios del ecosistema. El razonamiento por analogía formal de un sistema a otro permite al Ecologista de Sistemas ver los principios funcionando de manera análoga a través de los límites de la escala del sistema. HT Odum usaba comúnmente el lenguaje de sistemas energéticos como herramienta para hacer diagramas de sistemas y diagramas de flujo.
El cuarto de estos principios, el principio de máxima eficiencia energética, ocupa un lugar central en el análisis y síntesis de los sistemas ecológicos. El cuarto principio sugiere que la función del sistema más ventajosa desde el punto de vista evolutivo ocurre cuando la carga ambiental coincide con la resistencia interna del sistema. Cuanto más lejos esté la carga ambiental de igualar la resistencia interna, más lejos estará el sistema de su estado estable sostenible. Por lo tanto, el ecólogo de sistemas realiza una tarea de resistencia e impedancia en ingeniería ecológica, tal como lo haría el ingeniero electrónico. 

## Campos estrechamente relacionados

### Ecología profunda
La ecología profunda es una ideología cuyas bases metafísicas están profundamente preocupadas por la ciencia de la ecología. El término fue acuñado por Arne Naess, filósofo noruego, erudito gandhiano y activista ambiental. Sostiene que el enfoque predominante para la gestión ambiental es antropocéntrico, y que el entorno natural no solo es "más complejo de lo que imaginamos, es más complejo de lo que podemos imaginar". Naess formuló ecología profunda en 1973 en una conferencia ambiental en Budapest. 
Joanna Macy, John Seed y otros desarrollaron la tesis de Naess en una rama que llamaron ecología profunda experimental . Sus esfuerzos fueron motivados por una necesidad que percibieron para el desarrollo de un "yo ecológico", que considera al ego humano como una parte integrada de un sistema vivo que abarca al individuo. Intentaron trascender el altruismo con un interés propio más profundo basado en la igualdad bioesférica más allá del chovinismo humano. 

### Ingeniería y gestión de sistemas terrestres
La ingeniería y gestión de sistemas terrestres (ESEM) es una disciplina utilizada para analizar, diseñar, diseñar y gestionar sistemas ambientales complejos. Implica una amplia gama de áreas temáticas que incluyen antropología, ingeniería, ciencias ambientales, ética y filosofía. En esencia, busca "diseñar y administrar racionalmente sistemas humanos-naturales acoplados de una manera altamente integrada y ética" 

### Economía ecológica
La economía ecológica es un campo transdisciplinario de investigación académica que aborda la interdependencia dinámica y espacial entre las economías humanas y los ecosistemas naturales. La economía ecológica reúne y conecta diferentes disciplinas, dentro de las ciencias naturales y sociales, pero especialmente entre estas áreas amplias. Como su nombre indica, el campo está compuesto por investigadores con experiencia en economía y ecología. Una motivación importante para el surgimiento de la economía ecológica ha sido la crítica de los supuestos y enfoques de la economía ambiental y de recursos tradicional (convencional). 

### Energética ecológica
La energética ecológica es el estudio cuantitativo del flujo de energía a través de sistemas ecológicos. Su objetivo es descubrir los principios que describen la propensión de tales flujos de energía a través de los niveles tróficos o de "aprovechamiento de energía" de las redes ecológicas. En la ecología de sistemas, los principios de los flujos de energía del ecosistema o "leyes del ecosistema" (es decir, principios de la energía ecológica) se consideran formalmente análogos a los principios energéticos. 

### Humanidades ecológicas
Las humanidades ecológicas tienen como objetivo cerrar las divisiones entre las ciencias y las humanidades, y entre las formas occidentales, orientales e indígenas de conocer la naturaleza. Al igual que la teoría política ecocéntrica, las humanidades ecológicas se caracterizan por una ontología de conectividad y un compromiso con dos axiomas fundamentales relacionados con la necesidad de someterse a las leyes ecológicas y ver a la humanidad como parte de un sistema vivo más amplio. 

### Ecología de los ecosistemas
La ecología de los ecosistemas es el estudio integrado de los componentes bióticos y abióticos de los ecosistemas y sus interacciones dentro de un marco ecosistémico. Esta ciencia examina cómo funcionan los ecosistemas y lo relaciona con sus componentes, como los productos químicos, la roca madre, el suelo, las plantas y los animales. La ecología del ecosistema examina la estructura física y biológica y examina cómo interactúan estas características del ecosistema. 
La relación entre la ecología de sistemas y la ecología del ecosistema es compleja. Gran parte de la ecología de sistemas puede considerarse un subconjunto de la ecología del ecosistema. La ecología del ecosistema también utiliza métodos que tienen poco que ver con el enfoque holístico de la ecología de sistemas. Sin embargo, la ecología de sistemas considera más activamente las influencias externas, como la economía, que generalmente quedan fuera de los límites de la ecología del ecosistema. Mientras que la ecología del ecosistema puede definirse como el estudio científico de los ecosistemas, la ecología de sistemas es más un enfoque particular para el estudio de sistemas y fenómenos ecológicos que interactúan con estos sistemas. 

### Ecología industrial
La ecología industrial es el estudio de procesos industriales como sistemas lineales (circuito abierto), en los que las inversiones de recursos y capital se mueven a través del sistema para convertirse en desechos, a un sistema de circuito cerrado donde los desechos se convierten en insumos para nuevos procesos. 

## Literatura
- Gregory Bateson, Pasos para una ecología de la mente, 2000.
- Kenneth Edmund Ferguson, Sistemas de Análisis en Ecología, WATT, 1966, 276 pp.
- Efraim Halfon, Ecología teórica de sistemas: avances y estudios de casos, 1979.
- JW Haefner, Modelado de sistemas biológicos: principios y aplicaciones, Londres, Reino Unido, Chapman y Hall 1996, 473 pp.
- Richard F. Johnston, Peter W. Frank, Charles Duncan Michener, Revisión anual de ecología y sistemática, 1976, 307 pp.
- Jorgensen, Sven E., "Introducción a la ecología de sistemas", CRC Press, 2012.
- RL Kitching, Ecología de sistemas, University of Queensland Press, 1983.
- Howard T. Odum, Ecología de sistemas: una introducción, Wiley-Interscience, 1983.
- Howard T. Odum, Sistemas ecológicos y generales: una introducción a la ecología de sistemas . University Press of Colorado, Niwot, CO, 1994.
- Friedrich Recknagel, Ecología de sistemas aplicados: enfoque y estudios de caso en ecología acuática, 1989.
- James. Sanderson y Larry D. Harris, Ecología del paisaje: un enfoque de arriba hacia abajo, 2000, 246 pp.
- Sheldon Smith, Human Systems Ecology: Studies in the Integration of Political Economy, 1989.
- Shugart, HH, O'Neil, RV (Eds. ) Systems Ecology, Dowden, Hutchinson & Ross, Inc., 1979.
- Van Dyne, George M., Ecosistemas, Ecología de Sistemas y Ecologistas de Sistemas, ORNL- 3975. Laboratorio Nacional Oak Ridge, Oak Ridge, TN, pp.   1–40, 1966.
- Patten, Bernard C. (editor), "Análisis de Sistemas y Simulación en Ecología", Volumen 1, Academic Press, 1971.
- Patten, Bernard C. (editor), "Análisis y simulación de sistemas en ecología", Volumen 2, Academic Press, 1972.
- Patten, Bernard C. (editor), "Análisis de Sistemas y Simulación en Ecología", Volumen 3, Academic Press, 1975.
- Patten, Bernard C. (editor), "Análisis de Sistemas y Simulación en Ecología", Volumen 4, Academic Press, 1976.

### Organizaciones
- Departamento de Ecología de Sistemas de la Universidad de Estocolmo.
- Departamento de Ecología de Sistemas de la Universidad de Ámsterda
- Laboratorio de ecología de sistemas en SUNY-ESF
- Programa de ecología de sistemas en la Universidad de Florida
- Programa de ecología de sistemas en la Universidad de Montana
- Ecología de sistemas terrestres de ETH Zürich

- Datos: Q3076438
- Multimedia: Systems ecology / Q3076438